# Skógafoss
La Skógafoss (Skógá étant le nom de la rivière, signifiant « forêt », et foss signifiant « la chute d'eau ») est une cascade située sur la rivière Skógá, dans le petit village de Skógar, dans le sud de l'Islande. La rivière Skógá se jette de ses falaises et tombe de 62 mètres en formant une chute d'une largeur de quelque 25 mètres. La chute est l'une des plus célèbres et des plus visitées du pays.
On raconte qu'un coffre se trouverait derrière la cascade, déposé ici par le Viking Þrasi Þórólfsson. Un enfant trouva le coffre quelques années plus tard, mais ne put en prendre qu'une poignée, laquelle est aujourd'hui entreposée au musée de Skógar.
À l'est de la chute, une piste monte jusqu'au Fimmvörðuháls, un col entre les glaciers Eyjafjallajökull et Mýrdalsjökull. Après, le chemin descend vers Þórsmörk et continue jusqu'au Landmannalaugar, un des plus célèbres et impressionnants sites islandais.

## Galerie de photographies

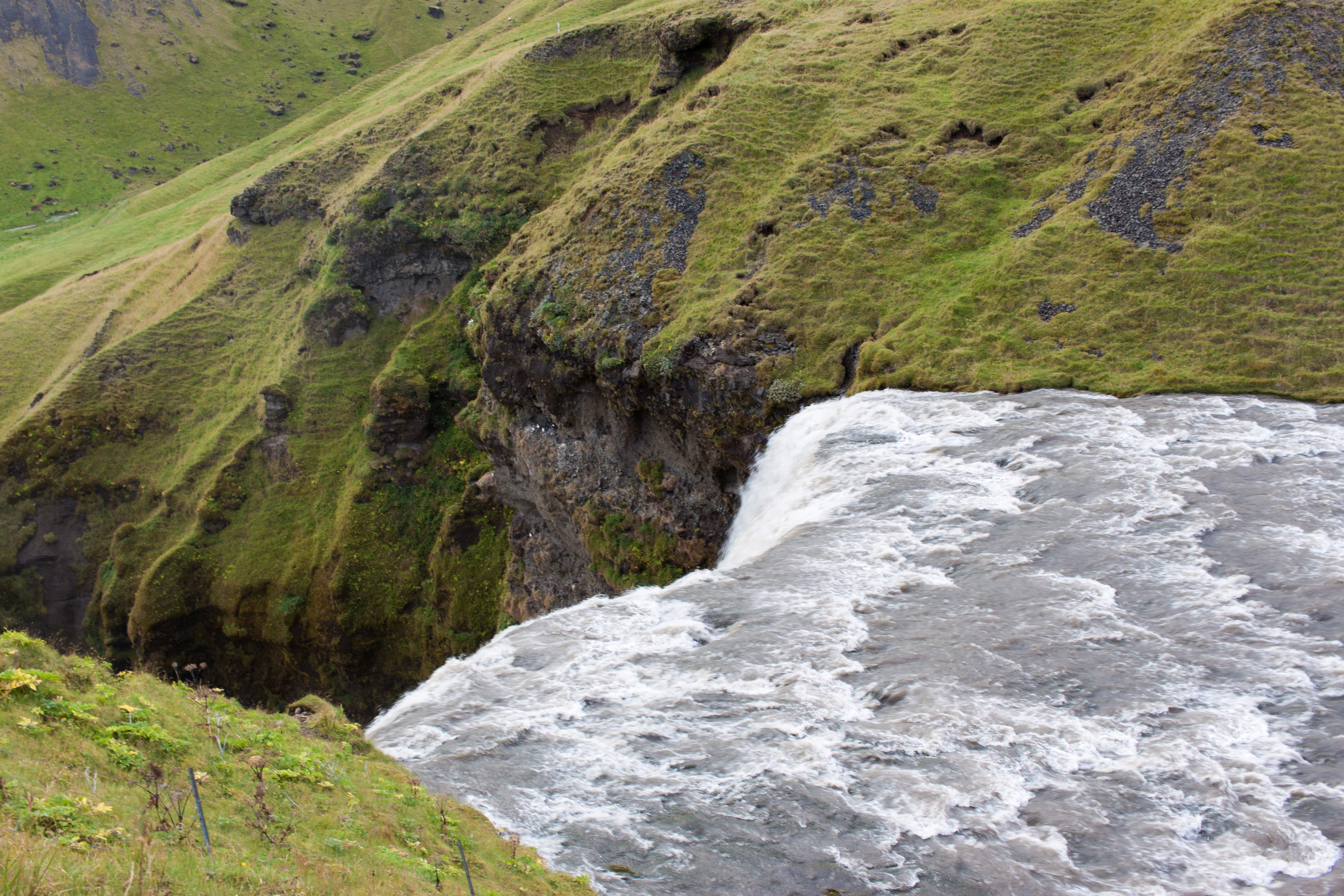
Cascade Skógafoss, en Islande, prise depuis le haut des escaliers (2016).
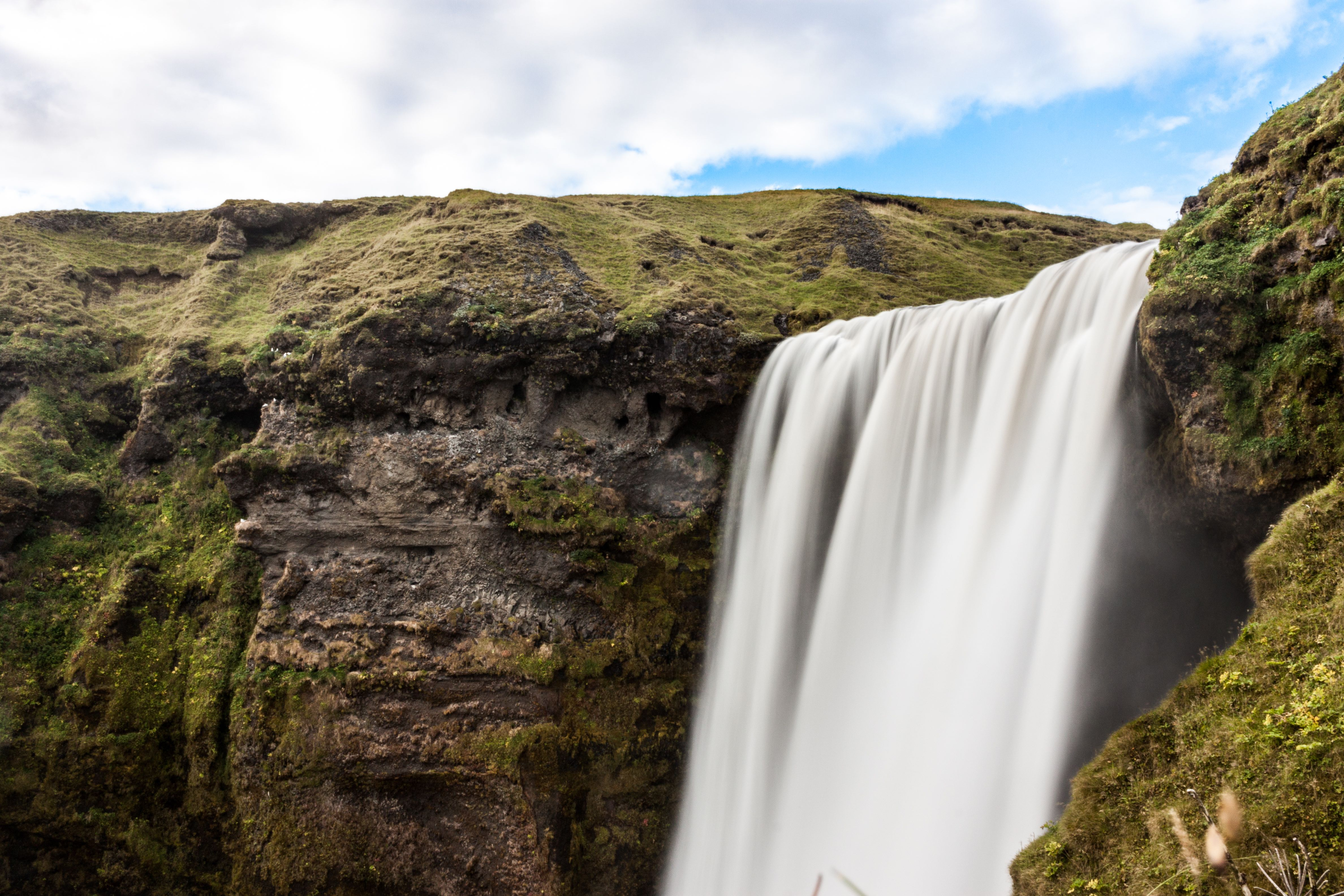
Pose longue de la cascade Skógafoss, en Islande, prise depuis le bord des escaliers (2016).